# Philoponella ramirezi
Philoponella ramirezi är en spindelart som beskrevs av Cristian J. Grismado 2004. Philoponella ramirezi ingår i släktet Philoponella och familjen krusnätsspindlar. Inga underarter finns listade i Catalogue of Life.